# Orainville
 Orainville  es una población y comuna francesa, en la región de Picardía, departamento de Aisne, en el distrito de Laon y cantón de Neufchâtel-sur-Aisne.

## Demografía
| 182 | 192 | 209 | 271 | 277 | 339 |
| Para los censos de 1962 a 1999 la población legal corresponde a la población sin duplicidades (Fuente: INSEE [Consultar]) |     |     |     |     |     |